# Epica (album Kamelot)
Epica – szósty album studyjny amerykańskiego zespołu powermetalowego Kamelot, wydany w 2003 roku przez wytwórnię Noise Records.
Większość tekstów do albumu została napisana przed skomponowaniem muzyki. Album jest luźno oparty na dramacie Faust, autorstwa Johanna Wolfganga von Goethego. Od tytułu albumu Epica pochodzi nazwa holenderskiego zespołu Epica, wykonującego metal symfoniczny.
Epica jest pierwszym albumem koncepcyjnym w historii zespołu.

## Główne postacie
- Ariel - wiecznie poszukująca osoba, próbująca odnaleźć równowagę i prawdę. Ariela nie zaspokajają odpowiedzi, jakie mogą dostarczyć religia i nauka. Rzuca wszystko i wyrusza w podróż w celu znalezienia równowagi, której brak odczuwa w swoim życiu, uniwersalnej prawdy, która mogłaby uczynić życie wartym wysiłku.
- Helena - jedyna dziewczyna, jaką Ariel prawdziwie kochał. Byli oni rozdzieleni na wiele lat, aż w końcu spotkali się ponownie po zgromadzeniu w zamku Mephisto. W albumie Epica Helena reprezentuje niewinność i wszystko to, co dobre.
- Mephisto - reprezentacja zła. Mephisto, który pojawia się w różnych kształtach i przebraniach, jest w opowieści istotą zła i cynizmu. Nie jest dokładnie taki, jak można by oczekiwać po obrazie diabła, racjonalny i wysublimowany, zawsze kuszący i uwodzący. Mephisto obrazuje prawdziwą słabość w nas wszystkich jako istotach ludzkich.

## Twórcy
- Roy Khan - śpiew
- Thomas Youngblood - gitara i chórki
- Glenn Barry - gitara basowa
- Casey Grillo - perkusja

### Gościnnie
- Miro (Michael Rodenberg) – instrumenty klawiszowe i aranżacja orkiestrowa
- Mari - żeński śpiew
- Sascha Paeth - dodatkowe gitary
- Luca Turilli - solo gitarowe w utworze „Descent of the Archangel"
- Günter Werno i Jan P. Ringvold - instrumenty klawiszowe
- Robert Hunecke-Rizzo, Cinzia Rizzo, Annie and Herbie Langhans - chórki
- Fabricio Alejandro - Bandoneon w utworze „Lost & Damned"
- Rodenberg Symphony - różne
- Olaf Reitmeier - bas akustyczny w utworze „On the Coldest Winter Night"
- Robert Hunecke-Rizzo - djembe w utworze „On the Coldest Winter Night"
- John Wilton - mistrz ceremonii w utworze „At the Banquet” i duch rzeki w utworze „Helena's Theme"
- Andre Neygenfind - kontrabas w utworze „On the Coldest Winter Night"

## Lista utworów
1. „Prologue” – 1:07
2. „Center of the Universe” – 5:26
3. „Farewell” – 3:41
4. „Interlude I (Opiate Soul)” – 1:10
5. „Edge of Paradise” – 4:09
6. „Wander” – 4:24
7. „Interlude II (Omen)” – 0:40
8. „Descent of the Archangel” – 4:35
9. „Interlude III (At the Banquet)” – 0:30
10. „A Feast for the Vain” – 3:57
11. „On the Coldest Winter Night” – 4:03
12. „Lost and Damned” – 4:55
13. „Helena's Theme” – 1:51
14. „Interlude IV (Dawn)” – 0:27
15. „Mourning After” – 4:59
16. „III Ways to Epica” – 6:16
17. „Snow” (utwór dodatkowy w edycji limitowanej albumu)
18. „Like the Shadows” (utwór dodatkowy w japońskiej edycji albumu)